# Ендогамија
Ендогамија (грчка ријеч – женим се, удајем се) означава ограничење полних и брачних веза на чланове једне уже сродничке заједнице унутар групе, рода, братства или племена. Супротно је егзогамија код које је дозвољен брачни и полни однос између жене и мушкарца искључиво ван сродничко племенских заједница. 

## Историјат ендогамије
Сматра се да је промискуитет најстарији облик ендогамије. Постојао је на нижем стадијуму дивљаштва. У најпростијим људским заједницама хордама су полни односи били „слободни“ без икаквих ограничења. (Неки научници сматрају да промискуитет никада није постојао, односно да је забрана полног општења између најближих сродника одувијек постојала.) Инцест је саставан и примјерен ендогамији на овом степену развоја.
Већ на средњем степену дивљаштва настају прва ограничења. Забрањено је полно општење између генерација (отац-ћерка; а најстрожје мајка-син) (Сматра се да су ова ограничења прве настале друштвене норме (правила понашања) и имају историјски значај за настајућег цивилизованог човјека). 
На вишем степену дивљаштва еволуира нова забрана ка ендогамији. Забрањено је полно општење и унутар једне генерације (сестра-брат). Тако је човјек коначно изашао из ендогамије. Најстарији познати облик егзогамијског брака открио је на Хавајима Пуналуа -(Пунални брак).

## Генеза ендогамије
Први је Јован Цвијић у раду „Антропогеографски проблеми Балканског полуострва“ скренуо пажњу на појаву ендогамије на просторима некадашње Југославије. Цвијић је и први у нас понудио објашњење ове појаве.
Он је први запазио да је географска средина један од основних чинилаца у стварању ендогамих група. Сматрао је да оне настају географском – физичком изолацијом којом су људи одвојени и изоловани на уском простору и тако више него неки други упућени само на своје племенске, или родске сроднике. Ове ендогаме групе настају најчешће у високим планинским насељима, које је конфигурација терена одвојила и изоловала од осталог свијета. На изолованост која доводи до ендогамије утичу и конфесионални састав, национална и социјална структура. Конфесионална ограничења су по природи ствари ограничавала и брачне и полне везе међу женама и мушкарцима. У овоме свој моћни допринос дао је и социјални састав. Овај обичај постојао је унутар неких повлашћених слојева или касти како би се очувале привилегије и да не би дошло до мешања са „нижим” слојевима. Негативне посљедице у дегенеризацији потомства настале из полних веза блиских сродника су убрзале изумирање ендогамије.

## Ендогамија Јужних Словена
Многобројни су примјери ендогамије код Јужних Словена и на просторима гдје они и данас живе: Католичка колонија у Јањеву - остаци Саса који су радили у рудницима по Србији и Балкану уопште. Сличан примјер наводи и Андрија Лубурић за породице Мишковић и Котовић за које се сматра да су потомци старих Матаруга. У тим су се породицама блиски сродници међусобно женили и удавали.
Становништво на острву Сусаку у сјеверном Јадрану, који су ступали у брачне и полене односе са блиским сродницима, и данас је тешко извести генеалогију било које од породица. Женидба и удадба међу блиским сродницима ових оточана одразила се и на данашњи изглед ових људи. Код раније тамнопутих Примораца сада су видне псеудонордијске особине, а промјене су наступиле и код крвних група ових становника. Слично је и са породицама Шипчић из села Црне Горе на Дурмитору. У овом планинском насељу , одвојеном од сусједних области дубоким и непроходним кањонима река Таре и Сушице и врховима дурмиторског масива Великог и Малог Штоуца, такође је силом прилика долазило до узимања у сродству. Али код њих се бар за сада, мада је то узимање старо и више од стотину година, не осјећају значајније промјене на потомству. Ово се објашњава високом надморском висином оштром климом и тешким сточарским начином живота – сурова борба коју је стихија природе неминовно наметнула, борбе за опстанак, намеће и осигурава потомству, готово од малих ногу, пуну природну селекцију. Нешто више изолованих група има на просторима Шарско – пиндског планинсклог система. 
У ендогамији су дуго времена живјеле, због одвајања из свог племена, породице католичких Албанаца у сремским селима: Никинци, Хртковци и Јарак. Слична је ситуација у Петровом Селу, на Мирочу, јер се црногорско становништво дуго није мијешало са влашким. Они су у ендогамији остали и по завршетку Другог свјетскиог рата. Слична оаза је постојала и у околини Птуја, али се ова ситуација већ у цијелости измијенила.
У условима непријатељске окупације становништво је прибјегавало поред ендогамије и етномимикрији. За ово професор Лутовац наводи примјер становништва из Шарских жупа, Горе, а делимично и Опоља. Ово становништво је прешло у ислам, затим промјенило ношњу, али је обичаје и српски језик задржало све до наших дана. По спољашњем изгледу Албанци, а по језику и осјећајима они су били Срби, који живе у ендогамији.
А. Урошевић сматра да су Читаци из Косовско-Метохијске области старији српски елеменат који је временом примио исламску религију, али се ипак много мјешао са сусједима. Што говори да је живио у ендогамији.
Владимир Ћоровић наводи да се због међусобних брачних веза и односа очувала једна српска породица у околини Цариграда. Њихова брачна сроднича веза није оставила посљедице на потомство. Они су горштаци у турским планинама које је очувала здрава природна селекција.
Слично наводи о Галипољским Србима Мухамед Филиповић наглашавајући да су тек пресељавањем у нову средину „настале нове брачне везе између њих и осталих становника Пехчева“ и да ће се због тога изгубити „веома брзо као посебан етнички тип“.
Поред географских услова и начин привређивања може утицати на ендогамију. Код номадских племена, посебно код Рома познати као Саракачани на Гочу, се примјећује да је њихово етничко јединство сачувала ендогамија.
Социјални статус је такође битно одређивао ендогамију. Турци су Јермене сматрали нижом расом. Они су били осуђени на ендогамију не би ли сачували свој ентитет.
Очување економске моћи међу најближим сродницима је такође узроковало затварање у уже сродничке групе- ендогамију.
Постоје и расни разлози у настајању ендогамије као што је на примјер ендогама црначка група у Улцињу.
На постојање неке ендогаме групе може пресудно утицати и ауторитет неке значајне личности. По подацима Марка Миљанова , стари Дрекаловићи „учињели су завјет да се не узимају између себе. То се дуго одржало... јер су говорили: Радије сам те зват брате но пријатељу.“ Тек у другој половини деветнаестог вијека прекорачена је ова забрана, и то по угледу и под утицајем на стране. Од Дрекаловића је био први војвода Марко Миљанов који се оженио дјевојком од свога братства и тиме дао примјер и осталим братственицима.